# 분도패

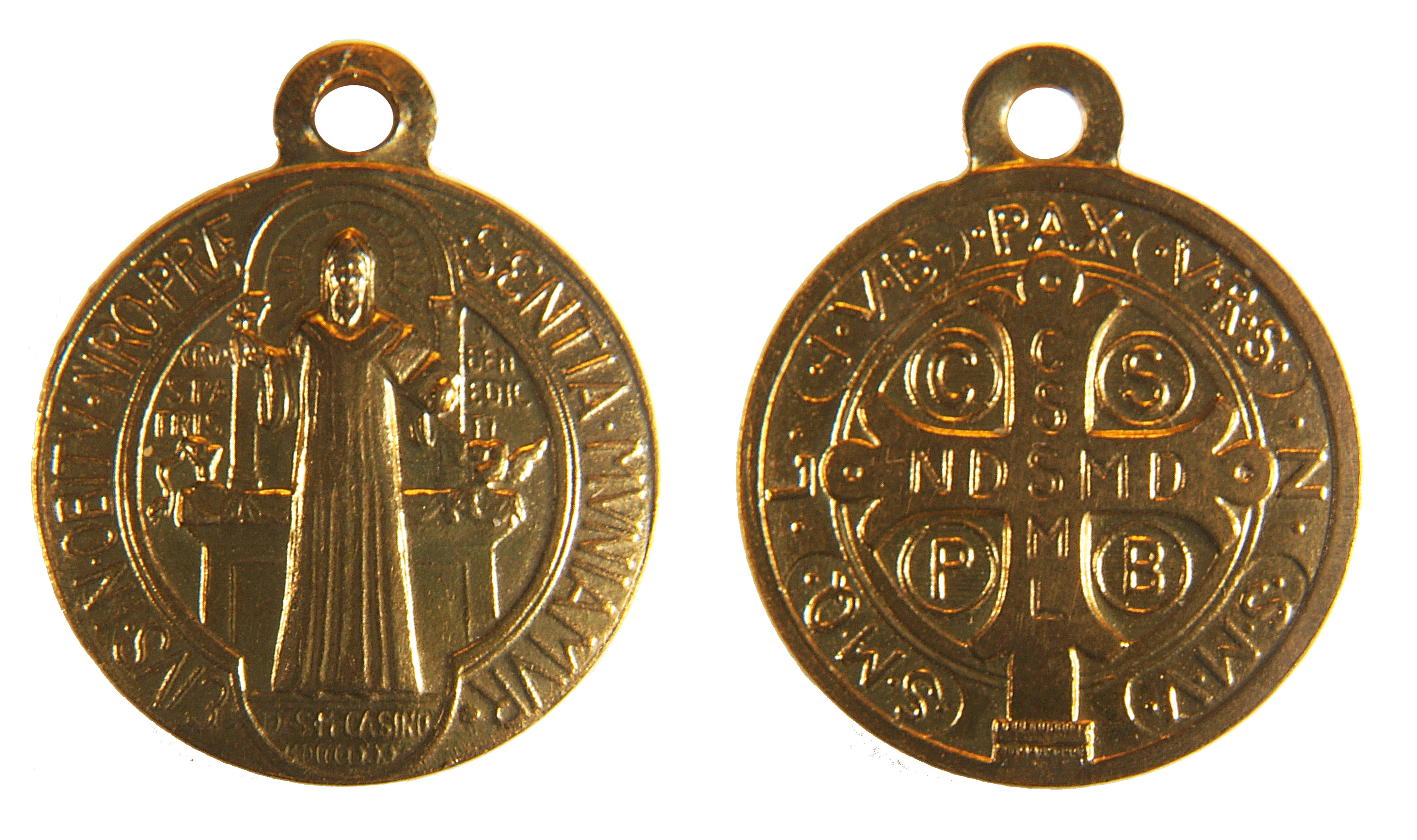
성 베네딕토 십자가 메달 (분도패)

1880년 베네딕토 성인 탄생 1400주년을 기념하기 위해서 제작된 이 메달은
몬테까시아노 수도원(베네딕토 성인이 설립하고 돌아가신 곳으로 베네딕토회의 발상지) 것으로
파스카의 삶을 살아가는 모든 그리스도인들에게 강력하게 십자가의 구원적 가치를 표현하고 있다.
- 성인의 오른손에는 십자가, 왼손에는 규칙서, 그 아래에는 까마귀와 독배(독이 든 잔)가 그려져 있다.
- 성인의 좌우에는 CRUX SANTI PATRIX BENEDICTI  (사부 성 베네딕토의 십자가)가 새겨져 있고 발 아래에는 EX-S-M-CASSINO MDCCCLXXX (1880년 거룩  한 몬테까시노에서)가 새겨져 있다.
- 가장자리에는 Ejus in obitu nostro presentia muniamur (우리 임종 때에 성 베네딕토께서 함께 하시어 보호 하소서)라고 새겨져 있다. 성인은  성체를 모시기 위하여 일어서서 기도하면서 선종하셨다.
- 십자가 안에 수직으로 CSSML = CRUX SACRA SIT MIHI LUX (거룩한 십자가가 나의 빛이 되소서)라는 기도와 수평으로는 NDSMD = NON DRACO SIT MIHI DUX (악마가 나의 인도자가 되지 않게 하소서)라는 기도  가 새겨져 있다.
- 십자가의 네 모서리에는 CSPB : CRUX SANTI PATRIS BENEDICTI (사부 성 베네딕토의 십자가)와 십자가 위에는 PAX (평화)라는 모든 베네딕토회의 모토가 세겨져 있다.
- 가장 오른쪽 위에서부터 아래로, 그리고 왼쪽 아래에서  위로는 다음과 같은 글자가 들어 있다.  VRSNSMV : SMQLIVB = Vade Retro Satana Numquam Suade Mihi Vana : Sunt Mala Quae Libas Ipse Venena Bibas (사탄아 물러가라! 헛된 생각을 하게 하지 말고 네가 마시는 것은  네 악이니 네 독이나 마셔라)

자료출처: 성 베네딕토회 왜관 수도원 자료실

## 같이 보기
- 성 베네딕토회 왜관수도원
- 기적의 메달